# Ermita de Nuestra Señora de los Ángeles (Baena)
La ermita de Nuestra Señora de los Ángeles es un templo católico ubicado a 3 kilómetros del núcleo urbano de Baena, España. Se encuentra en la ribera del río Marbella, también llamado Bailón en su curso alto. La pequeña iglesia se encuentra prácticamente debajo de un peñón y casi embutida en la montaña, casi escondida a la vista a los pies del Cerro del Minguillar. La ermita se abre únicamente el 13 de mayo y el 2 de agosto de cada año, día de la festividad de Nuestra Señora de los Ángeles.

## Historia y descripción
Las primeras referencias de la existencia de una imagen pétrea de la Virgen a la intemperie, anterior a la construcción de la ermita, se debieron al poeta baenense Miguel Colodrero de Villalobos, quien le dedicó un soneto, por lo que sería anterior a 1660.
No obstante, la construcción de la ermita data del año 1722 y, según cuenta la leyenda, Francisco Fernández de Córdoba y Aragón, décimo duque de Sessa, fue su fundador, ya que la Virgen le salvó la vida al ser embestido por un jabalí mientras que se encontraba cazando. En el interior descansan los restos fechados en 1833 de María Rosalía del Portillo, una ciudadana de Baena que deseó ser enterrada allí. La lápida de mármol negro reza lo siguiente:

AQUI YACE LA Sª Dª MARIA ROSALIA DEL PORTILLO, VIUDA EN 1ª NUPCIAS DEL S. D. JUAN ZACARIAS TRUGILLO Y EN SEGUNDAS DEL S. D. MELCHOR DE BICO

PIADOSA CON LOS TEMPLOS, CONSOLADORA DE LA HUMANIDAD DOLIENTE, AMPARO DE LA INOCENCIA DESVALIDA Y BIENHECHORA UNIVERSAL DE LOS VECINOS DE BAENA

FALLECIO SEPTUAGENARIA EL DIA 5 DE MAYO AÑO DEL SEÑOR 1833

Su planta tiene forma de cruz griega, formando un cuadrado de 4 metros de lado, y el altar, en un marco de madera tallada y dorada, alberga un pequeño retablo con un altorrelieve de la Virgen y el Niño en brazos, rodeados de ángeles, esculpidos directamente en la pared de la montaña. Esta no es la imagen original, cuyo paradero se desconoce y que sería más antigua que la propia ermita y estuvo a la intemperie hasta la construcción de esta. La escultura actual, del año 1980, fue una donación de una feligresa de la parroquia de Santa María la Mayor en cuya demarcación se encuadra la ermita. La mujer habría encargado que los ángeles alrededor de la Virgen y el Niño tuviesen los rostros de sus hijos, fallecidos a muy corta edad.